# Diables del Barri Gòtic
Els Diables del Barri Gòtic és una colla de diables del barri Gòtic de Barcelona. Es van fundar l'any 1984, amb el nom de Diables de Sant Roc. En aquella època seguien el model del ball de diables clàssic, inspirat en els antics diablots de la processó de Corpus de Barcelona. Amb el pas del temps, els seus espectacles van anar evolucionant cap al correfoc i la demostració pirotècnica.
En algunes actuacions van acompanyats de les figures del bestiari de foc del barri, com ara la Víbria de Barcelona o l'Arpella del Barri Gòtic, i de vegades també fan espectacles conjunts amb el grup de Malabars de Foc del Barri Gòtic.
La música que acompanya els Diables del Barri Gòtic va a càrrec del grup de tabalers Percudium, que té un repertori de melodies pròpies molt ampli i sovint és sol·licitat per més colles de diables. Per a les actuacions, els Diables del Barri Gòtic fan servir una vestimenta d'inspiració medieval, amb predomini del negre i el morat. A més, porten unes banyes grosses, horitzontals i de color blanc. També van armats amb forques de cinc punxes i amb un ceptrot giratori que pot arribar a llançar cent petards.
Fan demostracions habitualment a les festes de Sant Roc del Barri Gòtic i a les de Santa Eulàlia. També participen activament en les de la Mercè, sobretot d'ençà que s'hi incorporà el correfoc unificat. Han fet sortides a moltes localitats de tot Catalunya, les Illes Balers, el País Valencià i Catalunya Nord, a més de les poblacions occitanes de Montsegur, Foix i l'Avelhanet.